# بودلي يورغنسن
بودلي يورغنسن (بالدنماركية: Bodil Jørgensen)‏ هي ممثلة دانمركية، ولدت في 3 يونيو 1961 بالدنمارك. من الجوائز التي نالتها Bodil Award for Best Actress in a Leading Role ‏ سنة 1999.

## أعمال

### أفلام
- (2005) الحصان الداكن
- (2010) في عالم أفضل[8][9]
- (2014) سيرينا

## جوائز
- Bodil Award for Best Actress in a Leading Role [الإنجليزية]‏ (1999)

## وصلات خارجية
- بودلي يورغنسن على موقع IMDb (الإنجليزية)
- بودلي يورغنسن على موقع ألو سيني (الفرنسية)
- بودلي يورغنسن على موقع أول موفي (الإنجليزية)
- بودلي يورغنسن على موقع قاعدة بيانات الأفلام السويدية (السويدية)
- بودلي يورغنسن على موقع قاعدة بيانات الفيلم (الإنجليزية)
- بودلي يورغنسن على موقع كينوبويسك (الروسية)